# 庭田重保
庭田 重保（にわた しげやす）は、室町時代末期から安土桃山時代にかけての公卿。権大納言・庭田重親の子。官位は正二位・権大納言。庭田家10代。自筆記「重保朝臣記」の作者。

## 生涯
後奈良朝の享禄2年（1529年）叙爵。侍従、安芸権介、右近衛少将、甲斐権介、右近衛中将、蔵人頭、美濃権守を歴任し、弘治元年（1555年）参議に任ぜられ、公卿に列する。その後も弘治3年（1557年）正三位、翌永禄元年（1558年）権中納言、永禄4年（1561年）従二位、天正3年（1575年）権大納言、翌天正4年（1576年）正二位と昇進を続け、天正10年（1582年）権大納言を辞する。天正12年（1584年）按察使。文禄4年（1595年）死去。享年71。法名は良祐。

## 官歴
『公卿補任』による
- 大永5年（1525年） 7月23日：誕生
- 享禄2年（1529年） 2月29日：叙爵（従五位下）
- 天文3年（1534年） 12月27日：侍従
- 天文4年（1535年） 12月28日：従五位上
- 天文7年（1538年） 3月8日：安芸権介。7月28日：右近衛少将
- 天文8年（1539年） 正月5日：正五位下
- 天文11年（1542年） 正月3日：従四位下
- 天文12年（1543年） 3月25日：甲斐権介
- 天文13年（1544年） 7月5日：従四位上
- 天文14年（1545年） 3月25日：転右近衛中将
- 天文16年（1547年） 3月23日：蔵人頭。4月29日：正四位下。7月9日：正四位上
- 天文20年（1551年） 3月27日：美濃権守
- 天文24年（1555年） 8月13日：参議、中将如元。9月13日：従三位
- 弘治3年（1557年） 正月12日：正三位
- 永禄元年（1558年） 3月18日：権中納言
- 永禄4年（1561年） 正月29日：従二位
- 天正3年（1575年） 4月11日：権大納言
- 天正4年（1576年） 正月5日：正二位
- 天正10年（1582年） 2月17日：辞権大納言
- 天正12年（1584年） 12月16日：按察使
- 文禄4年（1595年） 8月26日：薨去（享年71、法名良祐）

## 系譜
- 父：庭田重親[1]
- 母：今出川季孝の娘[1]
- 妻：広橋兼秀の娘[1]
  - 長男：庭田重具（1547-1598）[1]
  - 次男：正親町季秀（1548-1612）[1]
  - 三男：中御門資胤（1569-1626）[1]